# Barbara Parker
Pour les articles homonymes, voir Parker.
Barbara Parker, née le 28 janvier 1947 à Columbia, en Caroline du Sud, aux États-Unis, et morte le 7 mars 2009 à Boca Raton, en Floride, est une femme de lettres américaine, auteure de roman policier.

## Biographie
Elle fait des études d'art dramatique à l'université du Sud de la Floride, puis des études de droit à l'université de Miami. Elle travaille pour le procureur du comté de Dade, avant de retourner faire des études de créativité littéraire à l'université internationale de Floride.
En 1994, elle publie son premier roman, Délit d'innocence (Suspicion of Innocence) dans lequel elle crée ses héros Gail Connor et Anthony Quintana, tous les deux avocats. En 1995, ce roman est finaliste pour le Prix Edgar-Allan-Poe dans la catégorie premier roman. Le deuxième roman de cette série de huit romans, Procès d'intention (Suspicion of Guilt), paraît en 1995. Pour Claude Mesplède, « ces deux romans, de facture classique, tiennent le lecteur en haleine en conjugant habilement l'action et les techniques du thriller juridique ». Deux romans de cette série, La Voix du mensonge (Suspicion of Deceit) et Traîtrises et Trahisons (Suspicion of Betrayal), publiés respectivement en 1998 et 1999, figurent sur la liste des best-sellers du New York Times.
Dans Une sale affaire (Blood Relations, 1996) et Justice cruelle (Criminal Justice, 1997), elle crée d'autres personnages d'avocats. Dans Une sale affaire, Sam Hagen enquête sur le viol collectif d'une jeune mannequin. « Ces deux récits sont convaincants de réalisme et dénoncent le monde superficiel que cache la face dorée de la ville de Miami et de l'État de Floride ».
Son dernier roman, The Reckoning est resté inachevé.

## Œuvre

### Romans

#### SérieGail Connor et Anthony Quintana
- Suspicion of Innocence (1994) Publié en français sous le titre Délit d'innocence, Paris, Éditions La Martingale (1995)  (ISBN 2-277-37058-4)
- Suspicion of Guilt (1995) Publié en français sous le titre Procès d'intention, Paris, Payot & Rivages, coll. « Payot suspense » (2001)  (ISBN 2-228-89484-2) ; réédition, Paris, Pocket, coll. « Thriller » no 12214 (2007)  (ISBN 978-2-266-14263-2)
- Suspicion of Deceit (1998) Publié en français sous le titre La Voix du mensonge, Paris, Payot & Rivages, coll. « Payot suspense » (2002)  (ISBN 2-228-89633-0)
- Suspicion of Betrayal (1999) Publié en français sous le titre Traîtrises et Trahisons, Paris, Payot & Rivages, coll. « Payot suspense » (2002)  (ISBN 2-228-89666-7) ; réédition, Paris, Pocket, coll. « Thriller » no 13108 (2008)  (ISBN 978-2-266-16607-2)
- Suspicion of Malice (2000) Publié en français sous le titre Un soupçon de malveillance, Paris, Payot & Rivages, coll. « Payot suspense » (2004)  (ISBN 2-228-89801-5) ; réédition, Paris, Pocket, coll. « Thriller » no 13109 (2009)  (ISBN 978-2-266-16608-9)
- Suspicion of Vengeance (2001) Publié en français sous le titre Vengeance amère, Paris, Payot & Rivages, coll. « Payot suspense » (2006)  (ISBN 2-228-90036-2)
- Suspicion of Madness (2003) Publié en français sous le titre Furie meurtrière, Paris, Payot & Rivages, coll. « Payot suspense » (2006)  (ISBN 978-2-228-90149-9)
- Suspicion of Rage (2005) Publié en français sous le titre Jeux de dupes à La Havane, Paris, Payot & Rivages, coll. « Payot suspense » (2009)  (ISBN 978-2-228-90485-8)

#### Autres romans
- Blood Relations (1996) Publié en français sous le titre Une sale affaire, Paris, Payot & Rivages, coll. « Payot suspense » (2000)  (ISBN 2-228-89351-X) ; réédition, Paris, Pocket, coll. « Presses-Pocket » no 11414 (2005)  (ISBN 2-266-11665-7)
- Criminal Justice (1997) Publié en français sous le titre Justice cruelle, Paris, Payot & Rivages, coll. « Payot suspense » (1999)  (ISBN 2-228-89260-2) ; réédition, Paris, Pocket, coll. « Presses-Pocket » no 11409 (2001)  (ISBN 2-266-11662-2)
- The Perfect Fake (2006) Publié en français sous le titre Mensonges et Illusions, Paris, Payot & Rivages, coll. « Payot suspense » (2008)  (ISBN 978-2-228-90311-0)
- The Dark of Day (2008)

## Sources
: document utilisé comme source pour la rédaction de cet article.
- Claude Mesplède (dir.), Dictionnaire des littératures policières, vol. 2 : J - Z, Nantes, Joseph K, coll. « Temps noir », 2007, 1086 p. (ISBN 978-2-910686-45-1, OCLC 315873361), p. 486.